# Basílica de Nuestra Señora del Monte Carmelo (La Valeta)
La basílica de Nuestra Señora del Monte Carmelo (en maltés: Bażilika Santwarju tal-Madonna tal-Karmnu) es una iglesia católica erigida en la capital de Malta, La Valeta. Es una de las iglesias más famosas y principales atracciones turísticas de la ciudad y forma parte de un sitio del Patrimonio Mundial de la UNESCO que incluye toda la ciudad.

## Iglesia original
La primera iglesia estuvo dedicada a la Anunciación. Fue construida alrededor de 1570 según diseño de Girolamo Cassar. En el siglo XVII, fue cedida a los Carmelitas y recibió así su actual patrocinio a Nuestra Señora del Monte Carmelo. La fachada fue rediseñada en 1852 por Giuseppe Bonavia. El 15 de mayo de 1895, el papa León XIII elevó la iglesia al rango de basílica menor.
La iglesia sufrió graves daños durante la Segunda Guerra Mundial y tuvo que ser reconstruida.

## Basílica actual

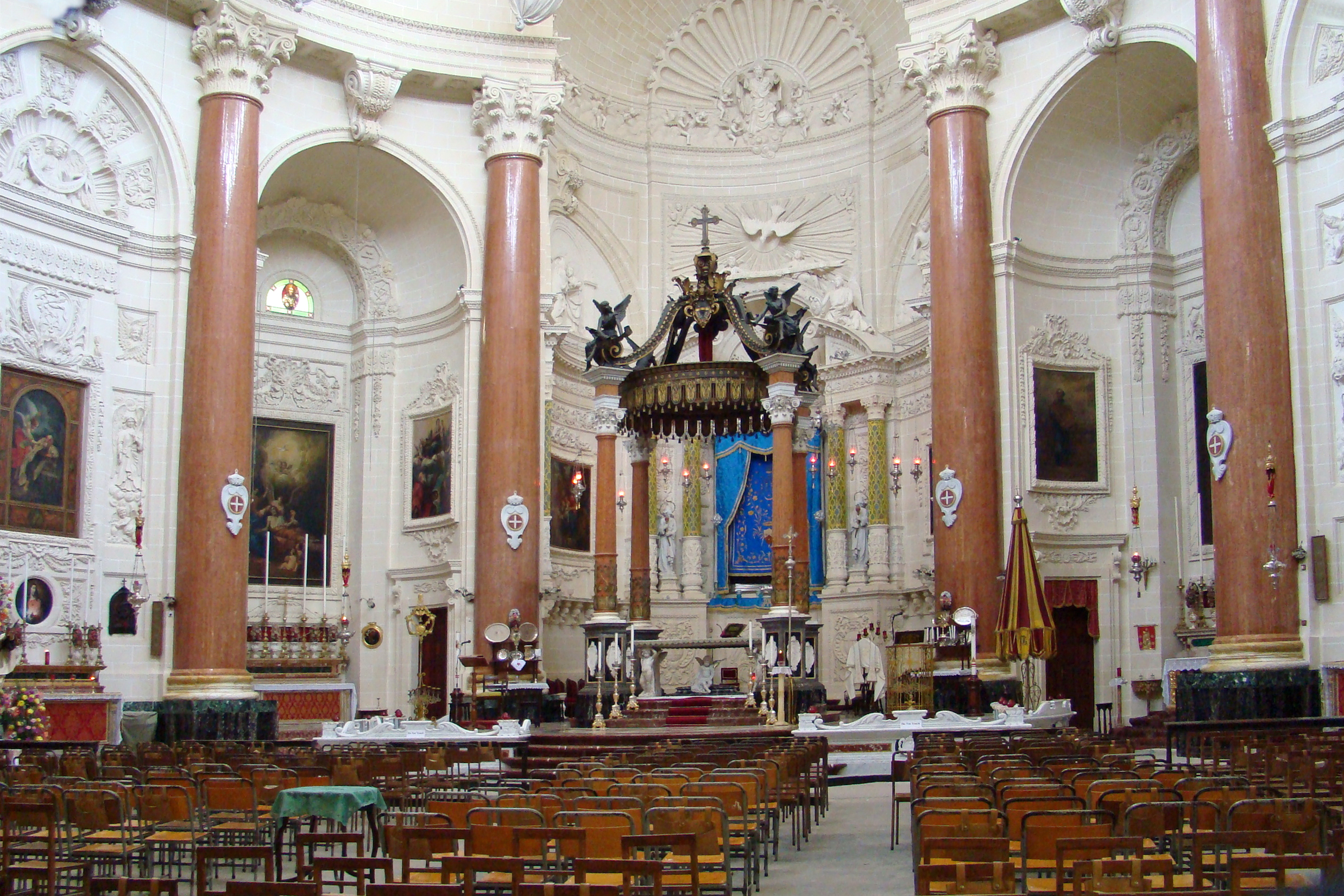
Interior de la Basílica

La nueva iglesia fue construida de 1958 a 1981. Fue consagrada en 1981. La cúpula ovalada de 42 m de altura domina tanto el horizonte de la ciudad como el puerto de Marsamxett. Es más alta que el inmediatamente adyacente campanario de la catedral anglicana de La Valeta. La atracción principal en el interior es una pintura de Nuestra Señora del Monte Carmelo que data de principios del siglo XVII. El interior ha sido esculpido por Joseph (Guze) Damato durante 19 años. Llaman la atención las columnas de mármol rojo.
El edificio de la iglesia está incluido en el Inventario Nacional de Bienes Culturales de las Islas Maltesas.

Vistas exteriores
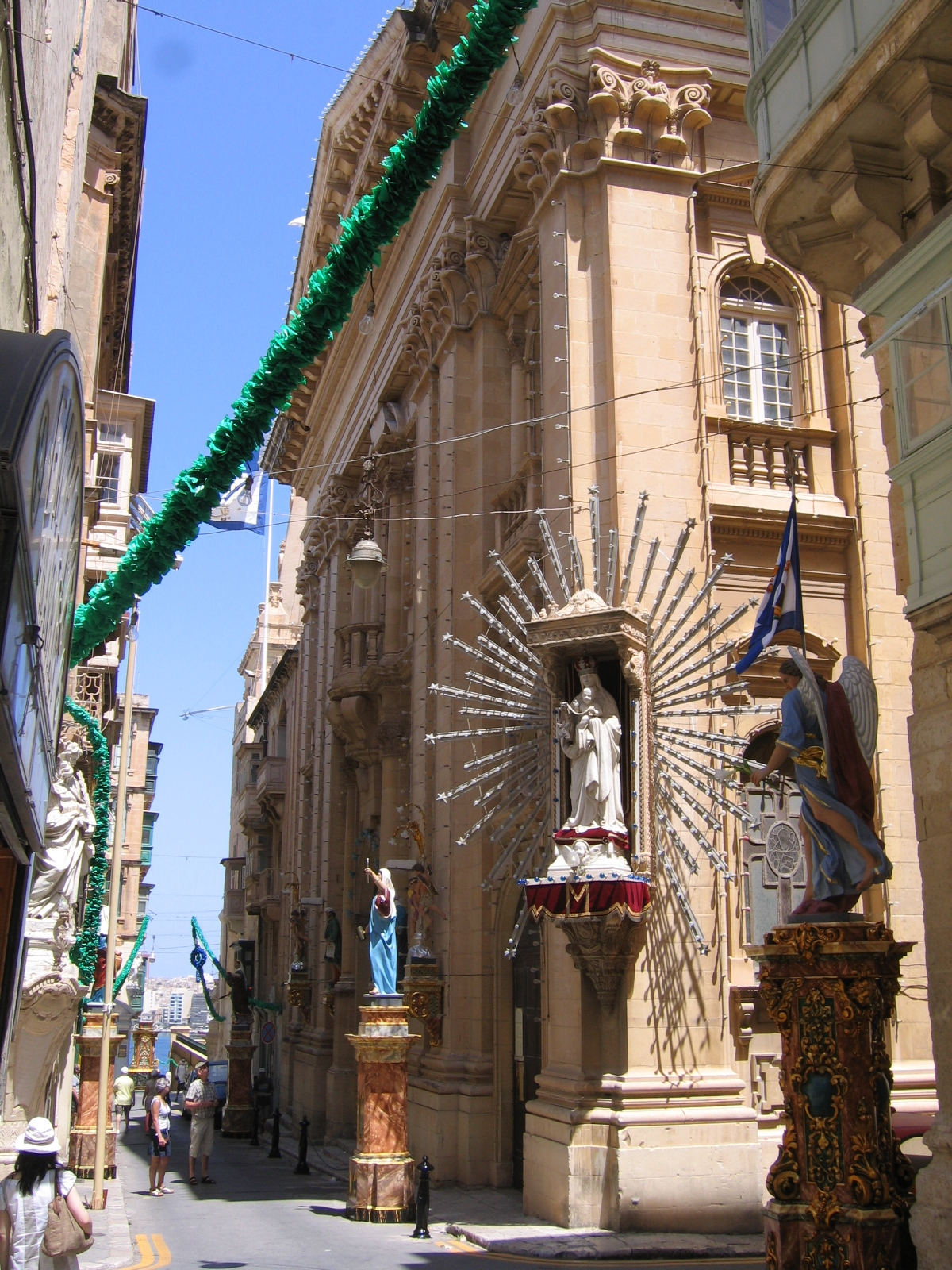
Escorzo de la fachada
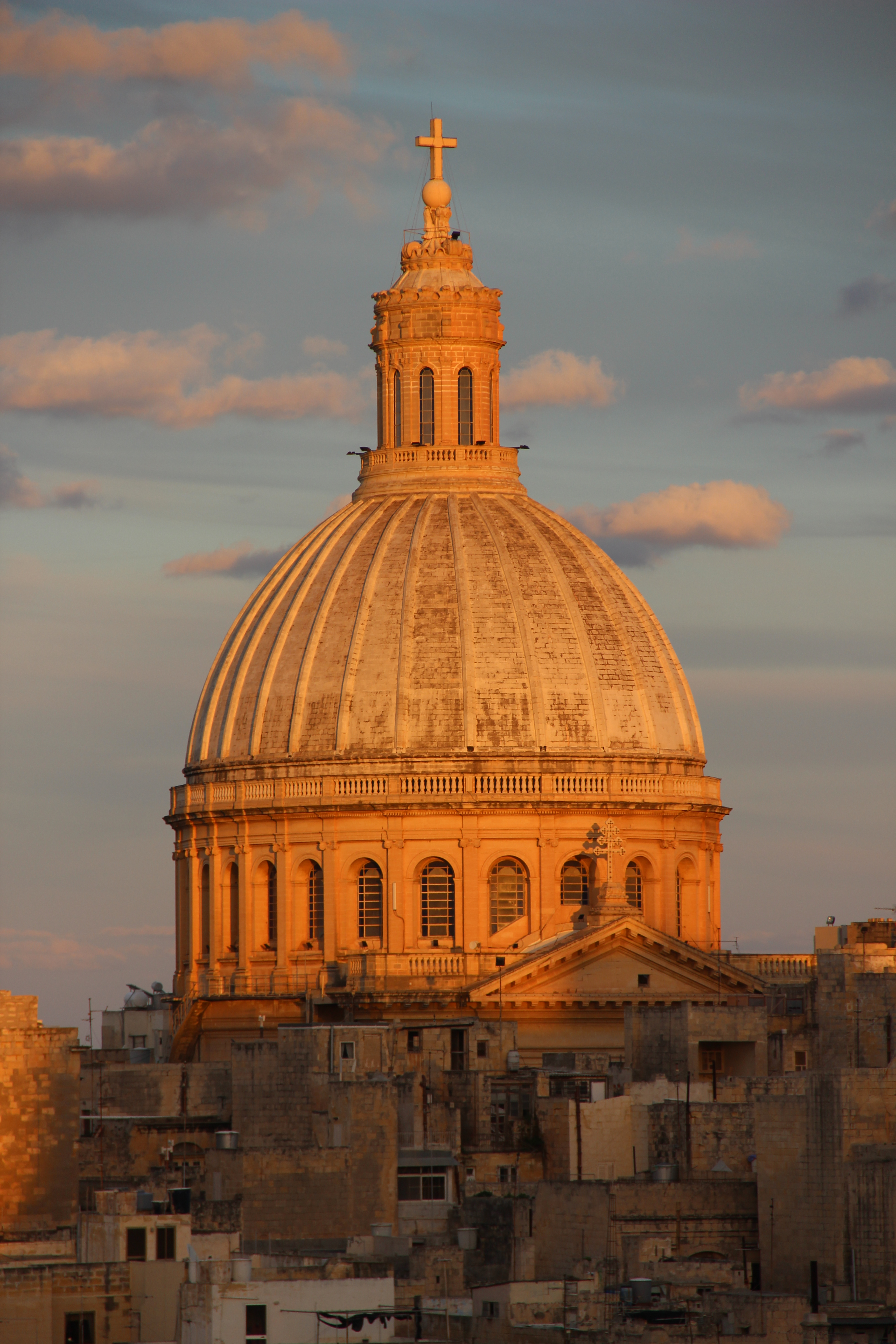
Detalle de la cúpula
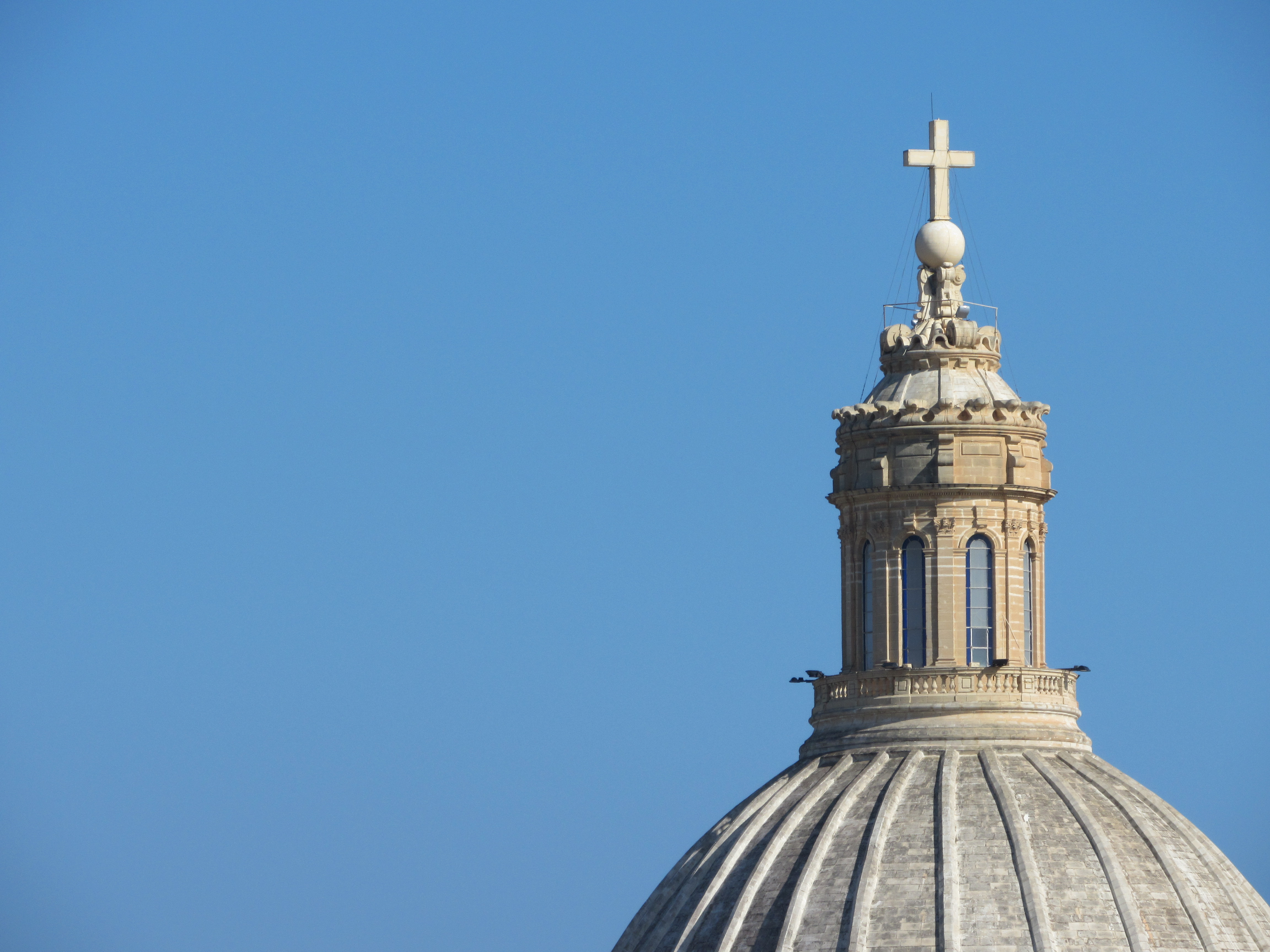
Detalle de la linterna

Detalles del interior
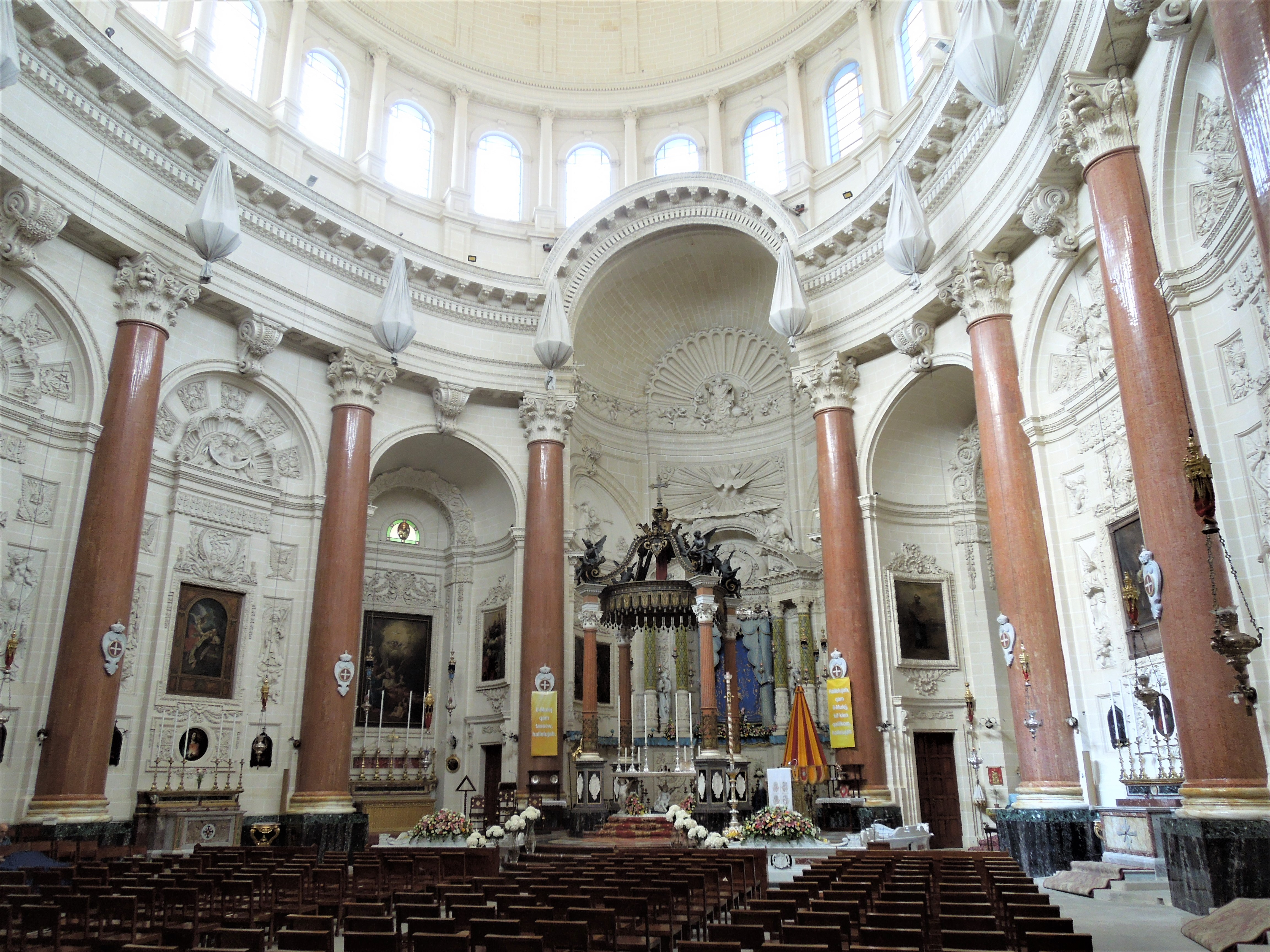
Vista del interior
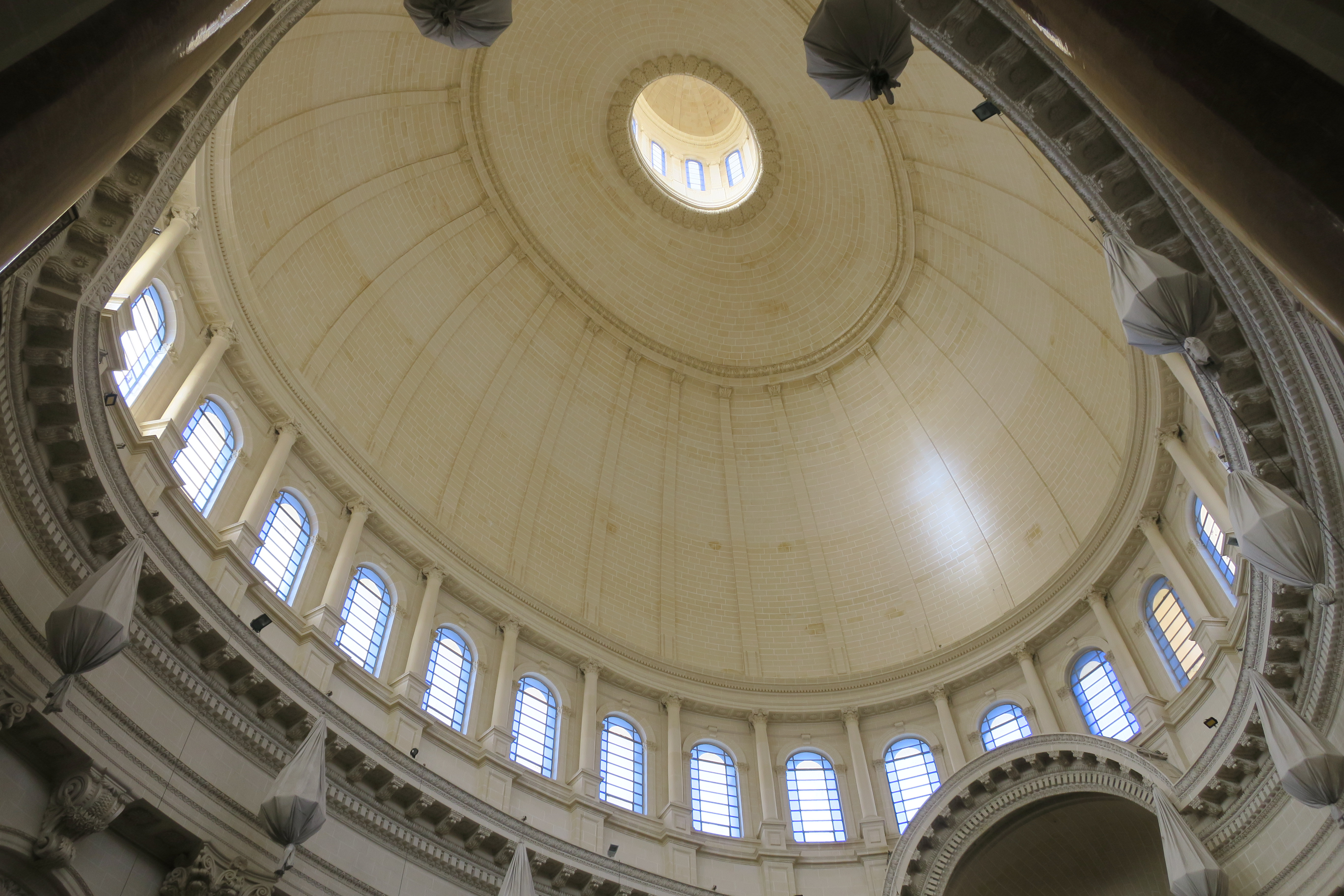
Interior de la cúpula elíptica
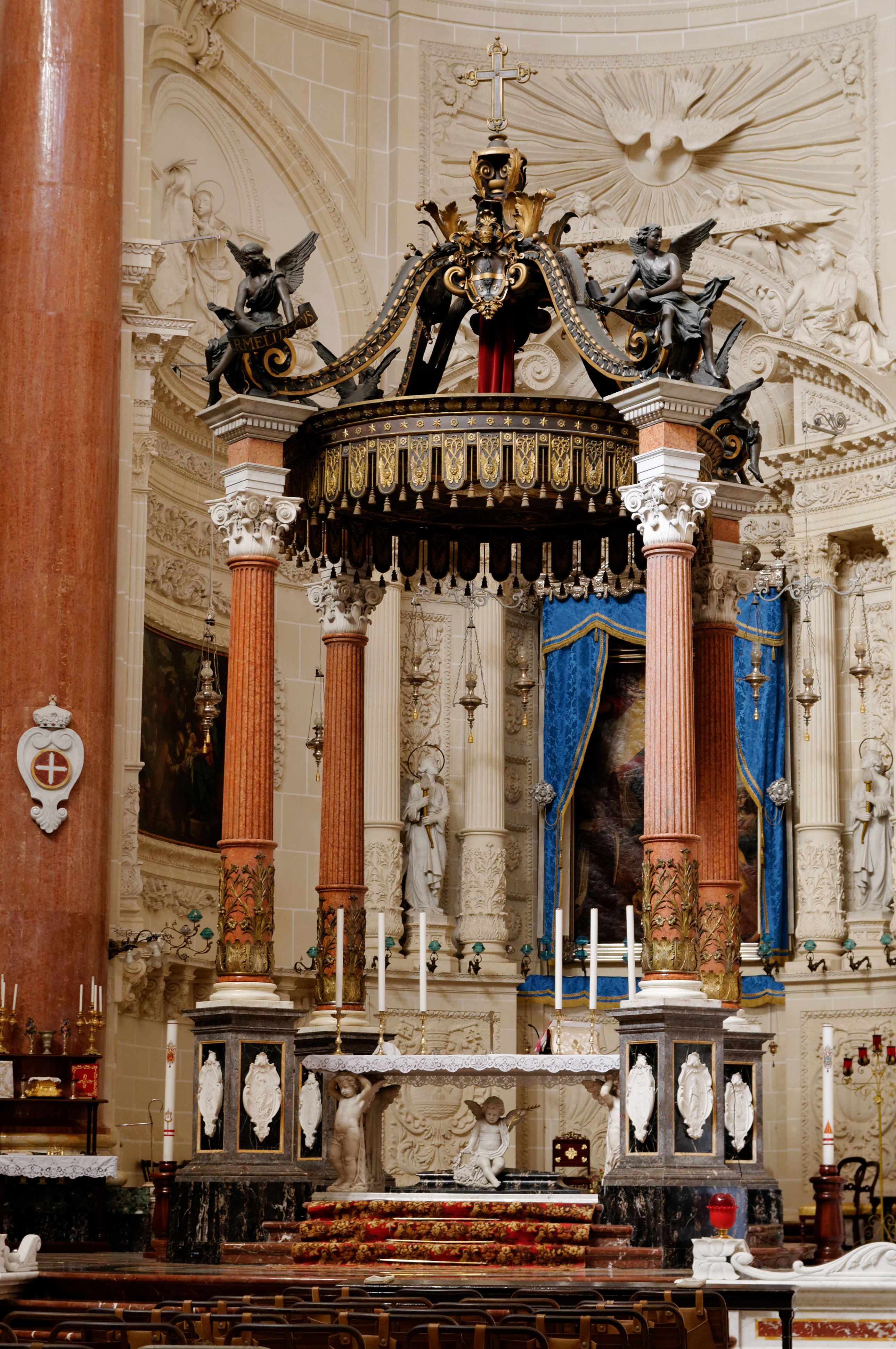
Altar principal
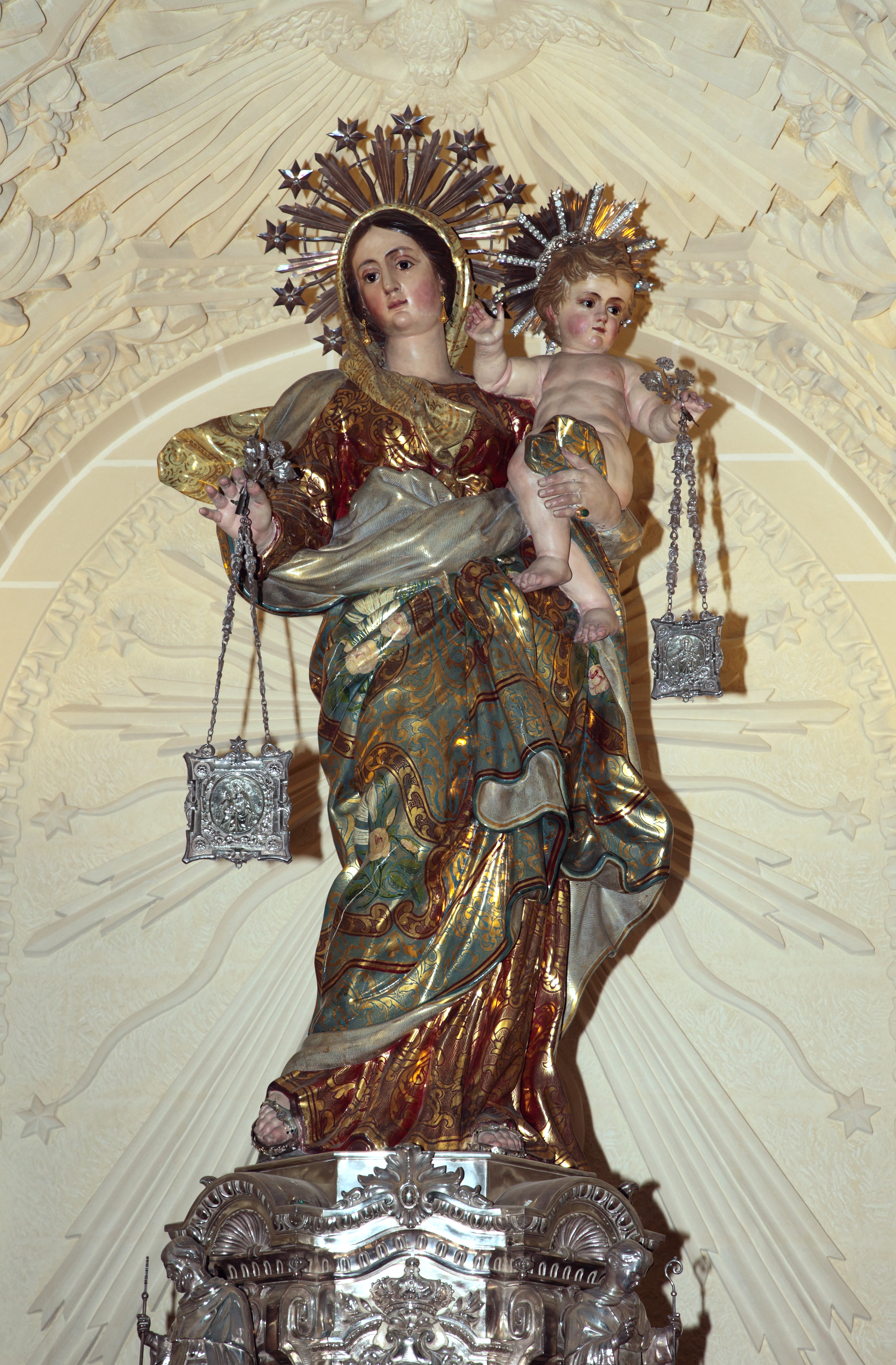